# Wertach (fiume)
Il Wertach è un fiume tedesco, affluente del fiume Lech.

## Etimologia
Il termine Werthahe o Wertha risulta già dal X secolo, tale nome deriva molto probabilmente dal termine latino Viridis (= verde) riferito al colore dell'acqua.

## Geografia

Bacino del Wertach

Lungo 151 chilometri, il fiume nasce nelle Alpi dell'Algovia a 1.290 m s.l.m. e sfocia nel Lech presso la città di Augusta.
Prima di giungere al Lech, il Wertach attraversa seguenti comuni:
- Bad Hindelang
- Wertach
- Oy-Mittelberg
- Nesselwang
- Marktoberdorf
- Biessenhofen
- Kaufbeuren
- Türkheim
- Ettringen (Baviera)
- Schwabmünchen
- Großaitingen
- Bobingen
- Augusta

Dopo l'Iller è il fiume più grande a raccogliere le acque delle Alpi dell'Algovia.

## Storia
Al tempo dei romani il fiume era una delle principali vie di comunicazione della zona prealpina. Il Werthach univa infatti l'allora capitale della Raetia (provincia romana al tempo di Augusto) Augusta Vindelicum (l'odierna Augusta) con le immediate vicinanze dell'importante città Cambodunum che oggi ha il nome di Kempten.